# Gijs Boeijen
Gijs Boeijen (Nijmegen, 30 mei 1979) is een Nederlandse krachtsporter en regelmatige deelnemer van de jaarlijkse wedstrijd Sterkste Man van Nederland en tevens meervoudig winnaar van Sterkste Man van Nederland tot 105 kilogram. Ook werd hij wereldkampioen bodybuilding in 2008.

## Biografie
Gijs Boeijen is opgegroeid in Nijmegen. Al vroeg was hij verknocht aan fitness. Eerst startte hij met bodybuilding om daarna een carrière in Sterkste Man-wedstrijden te starten. Boeijen deed zowel in de -105 kg als de open klasse (meestal +105 kg) op topniveau jaren mee. Na afloop van de Sterkste Man van Nederland -105 kg in 2018 kondigde Boeijen aan te stoppen op het hoogste niveau. In het dagelijks leven is Boeijen docent lichamelijke opvoeding op Het Baarnsch Lyceum.

## Prestaties

### Beste prestaties
Powerlifting
- Squat 250 kg (raw, zonder speciale hulpmiddelen)
- Bench Press 175 kg
- Deadlift 320 kg

Sterkste man
- Yoke 455 kg
- Farmers walk 125 kg, 60 m in 19 sec.
- Log lift ('boomstamtillen') 145 kg

### Prestaties op jaartal in binnen- en buitenland
- Finalist Sterkste man van Nederland: 2009 / 2010 / 2011 / 2013 / 2016 / 2017 (5e plaats beste klassering)
- 1e plaats Sterkste Team van Nederland 2013 met Alex Moonen
- 1e plaats Sterkste Man van Nederland (-105 klasse) 2013
- 1e plaats Sterkste Man van Nederland (-105 klasse) 2014
- 1e plaats Sterkste Man van Nederland (-105 klasse) 2015
- 1e plaats Sterkste Man van Nederland (-105 klasse) 2016
- 1e plaats Sterkste Man van Nederland (-105 klasse) 2017[2]
- 1e plaats Unscared Challenge 2017
- 1e plaats Sterkste Team van Nederland 2017 met Vlad Buda
- 3e plaats Sterkste Man van Nederland (-105 kg) 2018